# Доктор Пополь
«Доктор Пополь» (фр. Docteur Popaul) — франко-итальянская кинокомедия режиссёра Клода Шаброля по рассказу Юбера Монтейле «Убийство на досуге», вышедшая на экраны в 1972 году.

## Сюжет
Доктор Поль Симе (Жан-Поль Бельмондо) испытывает особые чувства к некрасивым женщинам, считая их находкой для мужчины, поскольку они всем довольны и никогда ничего не требуют. Ещё будучи студентом и играя в карты со своими друзьями, он предложил им собрать весь выигрыш и отдать его тому, кто соблазнит самую некрасивую женщину. Выиграв таким образом приличную сумму, Поль купил свой первый автомобиль и с тех пор был уверен, что дурнушки приносят ему счастье. Отправившись на своём новом авто в Тунис, он знакомится с Кристиной Дюпон (Миа Фэрроу). Девушка была достаточно непривлекательна, чтобы вызвать интерес у Поля, и к тому же оказалась дочерью его профессора, который охотно занялся приобщением её ухажёра к своему стилю жизни. А через некоторое время профессор Дюпон уже давал понять Полю, что хотел бы видеть его своим зятем. Поразмышляв о выгодах, которые сулит этот брак, Поль отправился под венец. Тесть отблагодарил его частной клиникой, огромной виллой и красавицей Мартиной (Лаура Антонелли), сестрой Кристины, которую Поль увидел только на свадьбе, сразу же потеряв голову. Профессор многозначительно попросил его позаботиться о Мартине, как бы желая компенсировать его брак с её сестрой. Мартина получила место в клинике и поселилась в новом доме Поля. Некоторое беспокойство семейству доставляли лишь многочисленные поклонники Мартины, с которыми она периодически праздновала помолвки, но до брака так ни разу и не дошло, поскольку Поль научился ловко избавляться от своих соперников. Наконец ему удалось завоевать красавицу. Её сестра не замечала ночных отлучек мужа, который в это время развлекался в спальне Мартины. А чтобы красотка выбросила из головы других мужчин, Поль решил сделать ей ребёнка, для чего заменил её контрацептивы на другие медикаменты. Через некоторое время Мартина забеременела, но Поль при помощи своего коллеги Бертье убедил её в невозможности аборта. Так на свет появилась Клодин. Теперь Поль был спокоен.
Через несколько лет идиллии пришёл конец: Поль попадает в аварию и оказывается на больничной койке в своей собственной клинике с многочисленными переломами. Там его ждёт тройной удар: Мартина бросает его, получив анонимное письмо о его изменах, а затем Бертье сообщает ему о смерти дочери и о вызванной травмами импотенции. Потеряв к жизни всякий интерес, Поль твёрдо решает покончить с собой. Он посвящает Кристину в свои планы и убеждает её помочь ему. От неё требуется всего лишь «забыть» пузырёк со снотворным на его столике, что она и делает, не забыв при этом запереть дверь в палату на ключ. Проглотив опасную дозу снотворного, Поль готовится уснуть вечным сном, но тут раздаётся телефонный звонок Кристины. Он узнаёт, что все последние события — дело её рук. Ещё несколько лет назад во время беременности Мартины она узнала от Бертье о похождениях Поля и решила отомстить ему. Авария была инсценирована ею, и в больницу он попал без единого перелома. Бертье вместе с ней разыгрывал этот спектакль и убедил Поля в грозящей ему импотенции. Анонимное письмо Мартине было отправлено Кристиной, a сообщение о смерти Жюльет было ложным — девочка была жива. Все эти годы Бертье был любовником Кристины. И теперь, когда Поль наконец-то находится на пороге смерти, она решила рассказать ему обо всём, чтобы сделать его смерть ещё мучительней…
Жизнь Полю спасла уборщица, зашедшая в палату, чтобы поменять цветы. Через короткое время семья отпраздновала две свадьбы: Кристины с Бертье и Поля с Мартиной.

## Создание
Бельмондо вспоминал о создании картины: «В „Докторе Пополе“ Шаброля я впервые выступил продюсером. Не Бог весть что, но вполне удавшееся дело. К тому же фильм имел успех в Италии и Германии. Идею стать продюсером подал мне Жерар Лебовиси (основатель актёрского агентства „Артмедиа“). „Попробуй разок, — сказал он, — и увидишь —  не пожалеешь“».